# Косарев, Михаил Фёдорович
Михаил Фёдорович Косарев (1931—2017) — советский и российский археолог, доктор исторических наук (1976), профессор. Специалист в области археологии Урала и Западной Сибири. Исследовал разновременные и разнокультурные археологические памятники в Западной Сибири. Сторонник палеогеографического и палеоэтнографического подхода к изучению древней и средневековой истории Западной Сибири. Автор более 220 научных публикаций, в том числе нескольких монографий.

## Биография
Родился 3 декабря 1931 года в деревне Ярок Карасукского района Алтайского края, ныне посёлок Новосибирской области.

### Образование
В 1954 году окончил историко-филологический факультет Томского государственного университета, после чего в течение пяти лет работал в системе народного образования в Новосибирской области. В 1962 году завершил обучение в аспирантуре Института археологии Академии наук СССР (ныне Институт археологии РАН) и через год был зачислен в его штат.
В 1964 году защитил кандидатскую диссертацию на тему «Бронзовый век Среднего Обь-Иртышья», а в 1976 году — докторскую диссертацию на тему «Бронзовый век Западной Сибири».

### Деятельность
В 1950—1960 годах М. Ф. Косарев производил археологические работы в Томской области: вёл раскопки на Десятовском поселении, Новокусковской и Лавровской стоянках, в городище Шеломок-1, а также участвовал в раскопках Парабельского культового места, Самусьского могильника и поселения Самусь-4. Самуськая культура выделена М. Ф. Косаревым в 1964.
С 1981 года — руководитель группы урало-сибирской археологии, в 1989—1994 годах — заведующий отделом каменного и бронзового веков Института археологии РАН.
Осуществлял руководство аспирантами (15 из них защитили кандидатские диссертации); вёл спецкурсы в Воронежском, Уральском, Омском и Томском государственных университетах.
Умер 28 апреля 2017 года в Москве. Похоронен на Перепечинском кладбище в деревне Перепечино Солнечногорского района Московской области.

## Основные работы
- Древние культуры Томско-Нарымского Приобья. М., 1974;
- Бронзовый век Западной Сибири. М.: Наука, 1981;
- Западная Сибирь в древности. М.: Наука, 1984;
- Археология СССР. Эпоха бронзы лесной полосы СССР. М., 1987 (отв. ред., автор нескольких глав и разделов);
- Древняя история Западной Сибири: человек и природная среда. М. 1991;
- Из древней истории Западной Сибири: общая историко-культурная концепция. М., 1993;
- Глава 5: «Неолит Восточного Зауралья и Западной Сибири» // Археология. Неолит Северной Евразии. М., 1996;
- Язычество Сибири. New York, 2001;
- Основы языческого миропонимания: по сибирским археолого-этнографическим материалам. М.: Ладога-100, 2003.
  - 2-е изд. М.: ИЦ «СЛАВА!», ООО «Форт-профи», 2008.